# Solco laterale occipitale
Nel lobo occipitale, il solco laterale occipitale si estende da dietro andando in avanti, e divide la superficie laterale del lobo occipitale in una circonvoluzione in una circonvoluzione superiore e una inferiore, che si protendono dal davanti dei lobi parietale e temporale.